# НСУ Квик
НСУ НСУ Квик је био мотоцикл произведен између 1936. и 1953. са малим изменама, од стране немачког произвођача аутомобила и мотоцикала НСУ.
Рам овог мотора је у суштини као рам на бициклу само од јачих цеви због већег оптерећења од мотора и веће брзине кретања. У почетку се мотор производио у две варијанте рамова. Амортизери су били само на предњем точку, а сиц је био подесив по висини.
Мотор је покретао једноцилиндрични, двотактни мотор са ваздушним хлађењем, запремине 98 cm³ и снаге 3 КС. Мотцикл је имао двобрзински мењач са малом полугом на управљачу за мењање брзина, а од 1952. је уграђена ручка.
НСУ Квик је имао два диска са ланцима, десни за кредање као бицикл, а леви за кретање помоћу мотора. Подупирач на мотоциклу који се користио када је мотоцикл паркран, дозвољавао је слободно окретање задњег точка који је био у ваздуху одигнут од тла.
Први модели НСУ Квика су мали кочницу на педали као код бицикла, а 1938. године додата је и ручица за кочење.